# Ludwigshütte (Ziegenrück)
Die Ludwigshütte war ein bei Ziegenrück gelegenes Eisenhüttenwerk, das später in eine Wollspinnerei umgewandelt wurde. Heute erinnert u. a. eine Straßenbezeichnung an diese Anlage.

## Geographische Lage
Ludwigshütte liegt ca. 1,2 Kilometer unterhalb der Stadt Ziegenrück an der Saale in gebirgiger, waldreicher Gegend. Der Ort bestand im ausgehenden 19. Jahrhundert aus zwei Fabrikgebäuden, zwischen welchen sich ein Turbinenhaus befand, und zwölf anderen Gebäuden, welche als Beamten- und Arbeiterwohnungen, Stallungen, Wirtschafts- und Vorratsräume genutzt wurden. Die Fabrikgebäude wurden 1872 und die Wohngebäude in den 1840er Jahren erbaut.

## Geschichte
Die Ludwigshütte war 1654 als Hammerwerk Lämmerschmiede dem Rittergut Külmla zugehörig, kam zu Beginn des 19. Jahrhunderts in den Besitz der Familie Weißker aus Schleiz und danach an den preußischen Landrat Ludwig Franz von Breitenbauch auf Burg Ranis.
Die Belieferung der Hütte mit Eisenerz erfolgte von Kamsdorf aus über die Hohe Straße und die 1836 angelegte Kalte Schenke.
Bis 1873 wurde die Ludwigshütte als Eisenhüttenwerk benutzt und dann zum Betrieb der Wollindustrie eingerichtet. Die Verwaltung der Ludwigshütte annoncierte daher 1881 öffentlich den Verkauf des Hütteninventars, darunter Wasserräder, Cupolöfen und steinerne Formkästen. Eigentümer der Ludwigshütte war der damalige Ziegenrücker Landrat Ludwig Franz von Breitenbauch in Ranis.
Die Verpachtung für die in Ludwigshütte befindlichen Streichgarnspinnerei und -weberei lief 1883 aus. Der bisherige Pächter baute sich in der Stadt Pößneck eine eigene Fabrik und verließ Ludwigshütte. Daraufhin wurde bereits 1882 die Pacht oder der Verkauf des Gebäudekomplexes öffentlich ausgeschrieben.
Später wurden Teile der Fabrik als Holzschleiferei genutzt. In der Saale entstand in dieser Zeit ein Wehr.